# Mauarii Tehina
Mauarii Tehina (16 ottobre 1993) è un calciatore francese nato a Tahiti, centrocampista del Vénus.

## Carriera

### Club
Ha sempre giocato nel campionato tahitiano.

### Nazionale
È stato convocato per la Coppa delle Nazioni oceaniane del 2016.